# Kultura danych
Kultura danych – wpływa na zdolność firmy do wykorzystywania danych do podejmowania decyzji. Firmy o silnej kulturze danych konsekwentnie polegają na danych, aby opracować swoją strategię. Jest to przekonanie, które szerzone jest zarówno w sektorze publicznym, jak i prywatnym, odnoszące się do praktyki skupienia się na informacjach przekazywanych przez istniejące dane. Praktyka ta, realizowana przez pracowników i decydentów, wymaga podejmowania decyzji i zmian w oparciu o te dane, a nie o własne doświadczenie w danej dziedzinie.
Tematyka i właściwości tych danych nie są ograniczone przez żadne wytyczne, jednak w środowisku biznesowym kultura danych związana jest często z ogólnymi trendami ekonomicznymi i społecznymi, wielkości popytu i podaży, a nawet ewaluacji działań pracowników z naciskiem na ich efektywność i produktywność.
W sektorze publicznym kultura danych stosowana jest w systemie infrastruktury społecznej i związana jest z codziennym użytkowaniem w programach takich jak Smart City.
Bez silnej kultury danych organizacje mogą tracić możliwości wykorzystania zebranych danych. Mogą również napotkać problemy ze spójnością danych lub procesami wewnętrznymi.

## Historia
Kultura danych jest stale rozwijającym się pojęciem, którego narodziny można datować na początek XXI wieku, kiedy to w 2000 roku profesor Informatyki z Uniwersytetu Kalifornii, Geoffrey C. Bowker, przedstawił ideę kultury danych w swojej pracy o bioróżnorodności. Pojęcie to z biegiem lat ewoluowało i zyskiwało na popularności do tego stopnia, że w 2014 roku, Microsoft w swojej serii ogłoszeń zakomunikował zamiar wbudowania kultury danych w życie codzienne za pośrednictwem swoich usług takich jak: Office 365, Azure oraz SQL Server.
Rok później, czyli w 2015 roku, Microsoft zorganizował cykl warsztatów we współpracy z Hortonworks – firmą zajmującą się oprogramowaniem do danych, oraz KPMG UK – oddziałem jednej z największych firm świadczących tzw. usługi profesjonalne. Warsztaty te dotyczyły tematyki kultury danych i oferowały niezbędną wiedzę w zakresie zrozumienia i pomocy w budowaniu własnej kultury danych w sektorze prywatnym.
Z kolei w 2017 roku na Uniwersytecie Carleton w Ottawie w Kanadzie, została zorganizowana konferencja The Data Power Conference 2017, na której pogłębiona została wiedza o używaniu, zbieraniu i produkcji danych.

## Podejmowanie decyzji
Kultura danych nazwana być może kulturą decyzyjności, gdyż samo posiadanie danych jest ważne, lecz nie najbardziej istotne. W działalności biznesowej należy się skupić na tym, co z posiadanych danych można wydobyć, jak je zanalizować i wykorzystać, by podejmować najbardziej efektywne i efektowne decyzje w celu zwiększenia popularności i zysków firmy.
Decyzje podejmowane w przedsiębiorstwie powinny, według definicji kultury danych, opierać się właśnie na zdobytych informacjach, nie na samym doświadczeniu i wykształceniu pracownika.

## Obszary kultury danych
Podstawy kultury danych można rozdzielić na dwie strefy:
- Zasoby ludzkie – czyli kapitał ludzki, który posiada organizacja, z niezbędną wiedzą i umiejętnościami z zakresu analityki danych wraz z procesami oraz praktykami umożliwiającymi tworzeniu i wzmacnianiu analizy danych. Kultura organizacyjna może przyspieszyć zastosowanie analityki, wzmocnić jej siłę i odciągnąć firmy od ryzykownych wyników.
- Zasoby technologiczne – ogół dóbr technologicznych wykorzystywanych przez organizacje w celu podejmowania decyzji z użyciem danych. Jest to również wykorzystywane w zakresie bezpieczeństwa i zarządzania danymi.

## Firmy oparte na danych
- Microsoft – przedsiębiorstwo informatyczne, którego działania rynkowe i codzienne zachowania zależne są od danych. Firma ta koncentruje się na wizualizacji danych oraz jest silnie przekonana, że pracownicy powinni mieć prawo dostępu do danych firmy. Zaangażowanie pracowników w działalność firmy z wykorzystaniem kultury danych nadzorowane jest przez specjalny program Power BI.
- Capita – brytyjska agencja, która korzysta z techniki analizy danych, pomagając klientom zarówno w departamentach rządowych, jak i w przedsiębiorstwach. Firma ta swoje doradztwo skupia głównie na przekonaniu klienta do zbudowania własnej kultury danych z relatywną baza danych w ich własnej dziedzinie kariery.
- Socrata – przedsiębiorstwo z siedzibą w USA, usługujące zarówno w sektorze publicznym, jak i prywatnym. Pomagają firmom i organizacjom w dotarciu do otwartych danych od rządu federalnego, po to aby poprawić postęp prac rządu, lub pomóc grupom społecznym, którym brakuje zasobów. Zwykle koncentrują się na korporacjach, które potrzebują finansowania w celu przetwarzania danych. Oferują usługę opartą na chmurze, umożliwiającą departamentom rządowym komunikowanie się ze społeczeństwem poprzez publikowanie ich oficjalnych danych.
- Datenkultur – niemiecka firma założona w 2003 roku, która obsługuje produkty i usługi Business Intelligence. Od 2006 roku zajmuje się budowaniem kultury danych. Jej usługi techniczne oparte są na produktach Microsoft, jednak strategiczne usługi nie są bezpośrednio związanie z linią produktów. Celem tego przedsiębiorstwa jest pomoc kontrolującym pracownikom lub członkom zarządu w efektywniejszym i wydajniejszym wykorzystaniu istniejących danych.

## Komponenty i role
- Uczestnicy – mogą zarówno produkować, jak i zmieniać dane. W procesie budowania kultury danych w konkretnym podmiocie wszyscy pracownicy mają uzyskać umiejętność zilustrowania swojej pracy relatywnymi statystykami. Obejmuje to między innymi cel ich pracy, cel konkretnego zadania i rozwiązania, które mogliby zdefiniować zgodnie z problemami wskazanymi przez dane[8].
- Analitycy – naukowcy zajmujący się danymi. Odgrywają ważną rolę i tworzeniu kultury danych, gdyż często otrzymują surowe dane, z pierwszej ręki, a sposób w jaki łączą wszystkie części może determinować efektywność komunikacji między uczestnikami i decydentami. Analitycy są odpowiedzialni za analizę informacji przekazywanych przez dane. Idealną sytuacją byłby posiadanie analityka w każdej określonej części firmy, gwarantując tym samym dostęp do danych w razie potrzeby[9].
- Decydenci – odpowiedzialni są za wprowadzanie zmian i wyznaczaniu kierunku rozwoju firmy. Swoje decyzje muszą podejmować zgodnie z trendami informacyjnymi, na które wskazują wygenerowane dane. Ponadto, aby zbudować kulturę danych, decydenci muszą podkreślić swój zamiar wymagania analizy danych, motywując w ten sposób personel do pracy z surowymi danymi[10].

## Przeciwstawne opinie
- Prywatność danych – niektóre firmy są zdania, że ważne jest aby zachować prywatność danych na poziomie wykonawczym. Popularne wśród takich firm jest rozwiązanie, które polega na korzystaniu z idei hurtowni danych (data warehouse), czyli systemu ograniczającego dostęp do danych. Dostęp do danych mają tylko osoby odpowiedzialne, a inne osoby wymagające dostępu muszą przejść ocenę pracowników magazynu[9].
- Wydajność – duża liczba uczestników w otwartym dostępie do danych może spowolnić działanie systemu, co będzie prowadziło do zmniejszenia wydajności. Ponadto użytkownikom może być trudno wyszukiwać to, czego chcą, jeśli system biurokracji danych nie jest wspomagany odpowiednimi narzędziami[9].
- Racjonalizm – taka metoda rozwijania przedsiębiorstwa stoi w odwrotności z ideą kultury danych. Decyzje racjonalistów są często oceniane zgodnie z ich osobistym duchem i istniejącym poznaniem świata. W takim podejściu decydenci polegają na własnej wiedzy i logice, a nie na zjawiskach społecznych i przemysłowych. Fakt, że proces decyzyjny jest zależny od własnego rozumowania decydenta sprawia, że odmawiają oni rozwijania kultury danych[11].